# Andy C
Andrew Clarke (født 6. april 1976) er en engelsk DJ og pladeproducer kendt som Andy C. Han er medstifter af RAM Records, en banebrydende kraft i drum and bass musikgenren. I 2011 vandt Andy C titlen som Best DJ under Drum og Bass Arena Awards 2011, og siden prisuddelingen begyndte i 2009, har han vundet folkets valg af Best DJ hvert år. Han har specialiseret sig i hurtig mixing, der ofte anvender tre pladespillere.   Andy C's signatur mixingstil er det han henviser til som "The Double Drop", at spille to melodier så begges bassekvenser falder samtidigt. Andy C har ofte arrangeret begivenheder, hvor han DJ'er uafbrudt i seks timer. I januar 2011 offentliggjorde Mixmag UK resultatet af en 14 måneders global meningsmåling af 35 nomineringer udvalgt af andre store navne indenfor dansemusik. Meningsmålingen bad vælgere rundt om i verden at bestemme sig for: hvem er den største DJ gennem tiden?; Andy C rangerede som nummer fire og var den højest rangerede britiske DJ på listen. Han er den eneste DJ til dato, der har modtaget mere end 20 årlige 'Best DJ' titler uanset musikgenre.